# بخش می لن
بخش می لن (به تایلندی: แม่ลาน) بخشی از استان پاتانی تایلند است. این بخش دارای ۳ دهستان به شرح زیر است:
| شماره. | نام        | تایلندی | تعداد روستا | جمعیت |  |
| ------ | ---------- | ------- | ----------- | ----- |  |
| ۱.     | می لن      | แม่ลาน   | ۸           | ۳٬۶۸۲ |  |
| ۲.     | مویانگ تیا | ม่วงเตี้ย  | ۹           | ۵٬۴۳۶ |  |
| ۳.     | پا ری      | ป่าไร่    | ۱۰          | ۵٬۷۴۵ |  |